# Andrius Velička
Andrius Velička (ros. Андрюс Величка, ur. 5 kwietnia 1979 w Kownie) – litewski piłkarz występujący na pozycji napastnika, reprezentant Litwy w latach 1998–2012.

## Kariera klubowa
Karierę na poziomie seniorskim rozpoczął w 1996 roku w klubie FBK Kaunas z rodzinnego Kowna. W 2002 roku grał na wypożyczeniu w rosyjskim Anży Machaczkała, natomiast w 2003 roku w kazachskim Irtyszu Pawłodar. W 2006 roku przeniósł się na zasadzie dwuletniego wypożyczenia do Heart of Midlothian FC. 15 października 2006 strzelił dwa debiutanckie bramki w derbach Edynburga, pomiędzy Heart of Midlothian FC a Hibernian FC, a jego drużyna kończyła mecz w dziesiątkę. Strzelił również gola w meczu przeciwko Dunfermline Athletic FC w zremisowanym spotkaniu 1:1 w 28 października. Od marca 2008 roku był zawodnikiem Viking FK. W lipcu 2008 roku przeniósł się do Rangers FC. Kosztował on szkocki klub 1 mln funtów.

## Kariera reprezentacyjna
W latach 1998–2012 rozegrał 26 spotkań w reprezentacji Litwy, w których zdobył 2 gole. Zadebiutował 16 sierpnia 1998 w towarzyskim meczu z Mołdawią (1:1). 3 lipca 2003 w spotkaniu przeciwko Estonii (5:1) strzelił pierwszego gola w drużynie narodowej. W 2005 roku zwyciężył z Litwą w turnieju Baltic Cup.

### Bramki w reprezentacji
| Lp. | Data           | Miejsce                                   | Przeciwnik | Bramka | Rezultat | Ranga meczu     |
| --- | -------------- | ----------------------------------------- | ---------- | ------ | -------- | --------------- |
| 1.  | 3 lipca 2003   | Linnastaadion, Valga                      | Estonia    | 3:1    | 5:1      | Baltic Cup 2003 |
| 2.  | 11 lutego 2009 | Estádio Municipal de Albufeira, Albufeira | Andora     | 1:0    | 3:1      | Mecz towarzyski |

## Sukcesy

### Zespołowe
Litwa
- Baltic Cup: 2005

FK Kaunas
- mistrzostwo Litwy: 1999, 2000, 2001, 2002, 2003, 2004, 2006
- Puchar Litwy: 2001/02, 2004, 2005

Irtysz Pawłodar
- mistrzostwo Kazachstanu: 2003

Rangers FC
- mistrzostwo Szkocji: 2008/09
- Puchar Szkocji: 2008/09

Ekranas Poniewież
- mistrzostwo Litwy: 2011, 2012
- Puchar Litwy: 2010/11

FK Žalgiris Wilno
- mistrzostwo Litwy: 2013, 2014
- Puchar Litwy: 2012/13, 2013/14
- Superpuchar Litwy: 2013

### Indywidualne
- król strzelców A lygi: 2000 (26 goli)